# 원광대학교병원
원광대학교병원은 원광대학교 의과대학생의 교육수련 등의 사무를 담당하기 위해 전북특별자치도 익산시에 설치된 대학병원이자, 익산권역응급의료센터이다. 제생의세의 원불교 정신을 바탕으로 설립되었다. 의학연구 및 의학도 수련을 설립 목적으로 두고 있다. 호남지방 최초로 신장이식수술·관상동맥재건술·경피적관상동맥술에 성공하였다.

## 연혁
- 1980년 12월 15일 : 이리종합병원을 인수해 개원
- 1984년 익산시 신동(본교 캠퍼스 내)에 의료원 건물 준공
- 1997년 지방대학 최초로 간 이식수술에 성공
- 1998년 세계 최초로 치매치료 전문의약품 연구·개발

## 운영
- 건강강좌
- 심장병 무료검진
- 노인을 위한 전립선 비대증 무료검진
- 당뇨병교실
- 호스피스병원

## 권역응급의료센터
전북익산응급의료센터로 지정되어 전북특별자치도 익산시, 군산시, 충청남도 서천군, 보령시를 관할한다.

### 항공장비
유아이헬리제트로부터 임차한 AW109(HL9624)를 2016년 6월 1일부터 임차하여 사용하고 있다.